# O-9-Klasse
Die O-9-Klasse war eine U-Boot-Schiffsklasse der niederländischen Marine im Zweiten Weltkrieg. Die Boote waren als Küstenboote konzipiert. Es waren die ersten niederländischen U-Boote mit Doppelhülle.
Es wurden drei Boote auf Kiel gelegt und für die Königlich Niederländische Marine in Dienst gestellt (O 9, O 10, O 11).

## Geschichte
Bei der deutschen Invasion der Niederlande konnten O 9 und O 10 fliehen und sich in England den Alliierten anschließen. Sie taten hauptsächlich in der Biskaya und im Ärmelkanal Dienst. O 11 lag zu dem Zeitpunkt gerade in der Werft und wurde dort von den Niederländern versenkt, die Kriegsmarine konnte das Boot nicht mehr rechtzeitig während des Krieges reparieren und versenkte O 11 1944 als Blockschiff in Den Helder.

## Technische Daten
- Verdrängung: Überwasser 526 Tonnen, Getaucht 656 Tonnen
- Länge: Gesamt 54,66 m
- Breite: Gesamt 5,7 m
- Tiefgang: 3,53 m
- Antrieb: Überwasser 900 PS, Getaucht 500 PS
- Geschwindigkeit: Überwasser 12,0 kn, Getaucht 8,0 kn
- Reichweite: Überwasser 3.500 sm bei 8 kn, Getaucht 25 sm bei 8 kn
- Torpedorohre: 5 (4 Bug, 1 Heck)
- Torpedos: 10 (4 × 53,3 cm, 6 × 45 cm)
- Geschütze: 1 × 88-mm-Deckgeschütz, 1 × 12,7-mm-Maschinengewehr
- Tauchtiefe: 60 m (maximale Tauchtiefe)
- Besatzung: 4 Offiziere und 25 Mann

## Boote der Klasse
| Name | Bauwerft                   | Kiellegung        | Stapellauf    | Indienststellung  | Außerdienststellung                                                         | Bild |
| ---- | -------------------------- | ----------------- | ------------- | ----------------- | --------------------------------------------------------------------------- | ---- |
| O 9  | KMS, Vlissingen            | 1. Dezember 1923  | 7. April 1925 | 18. Januar 1926   | 1. Dezember 1944 außer Dienst                                               |      |
| O 10 | RDM, Rotterdam             | 24. Dezember 1923 | 30. Juli 1925 | 1. September 1926 | 11. Oktober 1944 außer Dienst                                               |      |
| O 11 | Wilton-Fijenoord, Schiedam | 24. Dezember 1922 | 19. März 1925 | 18. Januar 1926   | 14. Mai 1940 und im September 1944 (als Blockschiff in Den Helder versenkt) |      |